# Suzy Kendall
Freda Harriet Harrison, más conocida como Suzy Kendall (Belper, 1 de enero de 1937) es una actriz de cine y televisión británica, reconocida por sus papeles en el cine europeo de las décadas de 1960 y 1970.

## Biografía
Antes de convertirse en actriz, Kendall se desempeñó como modelo fotográfica. En la década de 1960 realizó varios papeles de reparto en películas británicas, y en los años 1970 apareció en películas italianas del género giallo como El pájaro de las plumas de cristal, Torso y Spasmo. A finales de la década se retiró de la actuación, registrando un pequeño regreso en el filme británico Berberian Sound Studio de 2012.

## Filmografía
- The Liquidator (1965) - Judith
- Thunderball (1965) - Prue
- Up Jumped a Swagman (1965) - Melissa Smythe-Fury
- Circus of Fear (1966) - Natasha
- The Sandwich Man (1966) - Sue
- To Sir, with Love (1967) - Gillian Blanchard
- The Penthouse (1967) - Barbara Willason
- Up the Junction (1968) - Polly
- 30 Is a Dangerous Age, Cynthia (1968) - Louise Hammond
- Fräulein Doktor (1969) - Fraülein Doktor
- The Gamblers (1970) - Candace
- The Bird with the Crystal Plumage (1970) - Julia
- Darker Than Amber (1970) - Vangie
- Assault (aka In the Devil's Garden) (1971) - Julie West
- Fear Is the Key (1972) - Sarah Ruthven
- Torso (1973) - Jane
- Tales That Witness Madness (1973) - Ann
- Story of a Cloistered Nun (1973)
- Spasmo (1974) - Barbara
- Craze (1974) - Sally
- To the Bitter End (1975) - Joan Jordan
- Adventures of a Private Eye (1977) - Laura
- Berberian Sound Studio (2012)